# Флаг Жодино
Флаг Жодино — официальный геральдический символ города Жодино Минской области Беларуси. Флаг основан Указом Президента Республики Беларусь от 21 июля 2008 года № 398 и зарегистрирован в Государственном геральдическом регистре 23 июля 2008 года № Б-132.

## Описание
Прямоугольное полотнище красного цвета с соотношением сторон 1:2, в центре которого — женская фигура белого цвета, которая держит варяжский щит с размещёнными на нём тремя чёрными охотничьими рогами.
Флаг и его положение были утверждены решением Жодинского городского Совета депутатов от 1 ноября 2007 года № 46. Автор и художник флага В. А. Ляхор.